# الیسیان
الیسیان (به لاتین: The Elysian) یک ساختمان بلندمرتبه در جمهوری ایرلند است که در کورک (ایرلند) واقع شده است.